# Fodina flacourti
Fodina flacourti là một loài bướm đêm trong họ Noctuidae.